# Ramón Vizcaíno Ezquerra
Ramón Vizcaíno Ezquerra (Sestao, 29 de enero de 1907-San Sebastián, 24 de abril de 1999) fue un empresario español.

## Biografía
Nació en Sestao, municipio de la margen izquierda, sede de la industria pesada emblemática del País Vasco en el siglo XX. Su padre fue trabajador de Altos Hornos de Vizcaya. Ramón comenzó a trabajar en 1923 en Babcock & Wilcox, compaginando sus tareas con las clases nocturnas en la Escuela de Artes y Oficios de Portugalete. Cumplió el servicio militar en la Marina de Guerra durante tres años, destino que aprovechó para estudiar electricidad. 
En 1936 instaló su propio negocio en San Sebastián, pero el comienzo de la guerra civil española ralentizó el despegue. Durante la década de 1940 Vizcaíno viajó por Europa y América (Suiza, Inglaterra, Holanda, Estados Unidos) para conocer cómo se desarrollaba el sector de la refrigeración en las potencias industrializadas. 
En 1942 transformó su firma en sociedad anónima y se especializó en el frío industrial, rama novedosa en España. El aislamiento español y la carestía de los años cuarenta imponían una precariedad de abastecimiento que Vizcaino solventó explotando una licencia de construcción norteamericana. Fue pionero en el equipamiento de buques frigoríficos, como aquél que importó carne congelada de Argentina a España durante la posguerra. El éxito de la operación multiplicó el volumen de pedidos y convirtió a Vizcaino en líder de la refrigeración alimentaria. 
En 1950 trasladó la sede social del centro de San Sebastián a sus afueras, al barrio de Herrera, donde construyó unas instalaciones de 10.000 m2. En 1962 las necesidades de ampliación le llevaron Oyarzun, donde levantó un complejo de 16.000 m2. Fueron décadas de expansión y creación de filiales en el mercado español en las que adquirió también participaciones de empresas extranjeras.
En 1970 fue nombrado vicepresidente de la Cámara Oficial de Comercio, Industria y Navegación de Guipúzcoa, entidad que presidió desde 1972 hasta 1983. Durante su mandato promovió numerosas iniciativas como la formación de la empresa local de cara al ingreso en la Comunidad Económica Europea, como promoviendo la creación de la Facultad de Ciencias Químicas de San Sebastián, etc.
De 1977 a 1983 fue el presidente de la Junta del Puerto de Pasajes.
En 1992 fue galardonado con la Medalla de Oro al Mérito del Trabajo.
Se casó con María Manterola Aizpurua, fallecida en 2010 con 101 años; con la que tuvo tres hijos. Uno de ellos, José María Vizcaíno, fundó la Confederación Empresarial del País Vasco (Confebask) y la presidió hasta 1993.